# Inge Brück
Inge Brück (Mannheim, 12 oktober 1936) is een Duitse zangeres en actrice.
Ze volgde toneelschool, haar zangcarrière begon ze in het dansorkest van Erwin Lehn. Na een tv-optreden kreeg ze een platencontract. In 1957 had ze met Peter, komm heut' Abend zum Hafen, een cover van het lied Green door, haar eerste hit. In 1961 werd ze 5de bij het Schlagerfestival in Baden-Baden met het lied Das Glück kommt unverhofft. Ze trad op bij talrijke televisieshows en speelde musicalrollen.
In 1966 won ze een internationaal festival in Rio de Janeiro met Frag den Wind. Een jaar later vertegenwoordigde ze West-Duitsland op het Eurovisiesongfestival 1967 in Wenen met het lied Anouschka, maar werd slechts 8ste. Hierna legde ze zich meer toe op acteren, ze speelde mee in de 13-delige televisieserie Miss Molly Mill van de ZDF uit 1970, ze zong ook de titelsong van de serie.
Vanaf de jaren 70 zong ze vooral liedjes die religieus getint zijn. Ze vormde met o.a. Katja Ebstein en Peter Horton Künstler für Christus.
Brück is twee keer getrouwd en woont nu in Meschede, Sauerland waar ze gedichten schrijft en olie- en aquarelschilderijen schildert.

## Hit in Duitsland
- 1967 - Anouschka

1956: Freddy Quinn + Walter Andreas Schwarz · 
1957: Margot Hielscher · 
1958: Margot Hielscher · 
1959: Alice & Ellen Kessler · 
1960: Wyn Hoop · 
1961: Lale Andersen · 
1962: Conny Froboess · 
1963: Heidi Brühl · 
1964: Nora Nova · 
1965: Ulla Wiesner · 
1966: Margot Eskens · 
1967: Inge Brück · 
1968: Wenche Myhre · 
1969: Siw Malmkvist · 
1970: Katja Ebstein · 
1971: Katja Ebstein · 
1972: Mary Roos · 
1973: Gitte · 
1974: Cindy & Bert · 
1975: Joy Fleming · 
1976: Les Humphries Singers · 
1977: Silver Convention · 
1978: Ireen Sheer · 
1979: Dschinghis Khan · 
1980: Katja Ebstein · 
1981: Lena Valaitis · 
1982: Nicole · 
1983: Hoffmann & Hoffmann · 
1984: Mary Roos · 
1985: Wind · 
1986: Ingrid Peters · 
1987: Wind · 
1988: Maxi & Chris Garden · 
1989: Nino de Angelo · 
1990: Chris Kempers & Daniel Kovac · 
1991: Atlantis 2000 · 
1992: Wind · 
1993: Münchener Freiheit · 
1994: Mekado · 
1995: Stone & Stone · 
1997: Bianca Shomburg · 
1998: Guildo Horn & Die Orthopädischen Strümpfe · 
1999: Sürpriz · 
2000: Stefan Raab · 
2001: Michelle · 
2002: Corinna May · 
2003: Lou · 
2004: Max · 
2005: Gracia · 
2006: Texas Lightning · 
2007: Roger Cicero · 
2008: No Angels · 
2009: Alex Swings Oscar Sings · 
2010: Lena Meyer-Landrut · 
2011: Lena Meyer-Landrut · 
2012: Roman Lob · 
2013: Cascada · 
2014: Elaiza · 
2015: Ann Sophie · 
2016: Jamie-Lee Kriewitz · 
2017: Levina · 
2018: Michael Schulte · 
2019: S!sters · 
2021: Jendrik Sigwart · 
2022: Malik Harris · 
2023: Lord of the Lost · 
2024: Isaak · 
2025: Abor & Tynna
- Gemeinsame Normdatei: 119157969
- International Standard Name Identifier: 0000 0000 1068 6027
- MusicBrainz: e723f2a5-3539-4026-b489-5832b2e46670
- Virtual International Authority File: 77119494
- WorldCat: E39PBJhRH9B7Gg8xhXdbWjfH4q